# Abertridwr
Abertridwr är en ort i Storbritannien.   Den ligger i kommunen Caerphilly och riksdelen Wales, i den södra delen av landet, 220 km väster om huvudstaden London. Abertridwr ligger 145 meter över havet och antalet invånare är 6 177.
Terrängen runt Abertridwr är huvudsakligen kuperad, men åt sydväst är den platt. Terrängen runt Abertridwr sluttar söderut. Runt Abertridwr är det tätbefolkat, med 735 invånare per kvadratkilometer. Närmaste större samhälle är Cardiff, 14,2 km söder om Abertridwr. Trakten runt Abertridwr består i huvudsak av gräsmarker.